# Vlad Dragomir
Vlad Dragomir (24 april 1999) is een Roemeens voetballer die bij voorkeur als centrale middenvelder speelt. Hij staat onder contract bij Perugia Calcio, waar hij sinds 2018 bij deze club speelt.

## Clubcarrière
Dragomir is afkomstig uit de jeugdacademie van ACS Poli Timișoara. Op 30 augustus 2014 debuteerde hij in de Liga 2 tegen CS Mioveni. Hij viel na 83 minuten in voor Alexandru Lazăr. De wedstrijd eindigde op 0–2 winst voor Timișoara na treffers van Claudiu Belu en Cristian Bărbuţ. Op 10 oktober 2014 mocht de middenvelder voor het eerst in de basiself beginnen tegen FC Bihor Oradea. Na 53 minuten werd hij gewisseld voor Adrian Poparadu. Timișoara won de thuiswedstrijd met 3–0 na doelpunten van Belu, Pedro Henrique en een eigen doelpunt van Alexandru Popovici.

## Interlandcarrière
Dragomir kwam reeds tweemaal uit voor Roemenië –15 en driemaal voor Roemenië –16.